# 덴마크 왕국 공동체

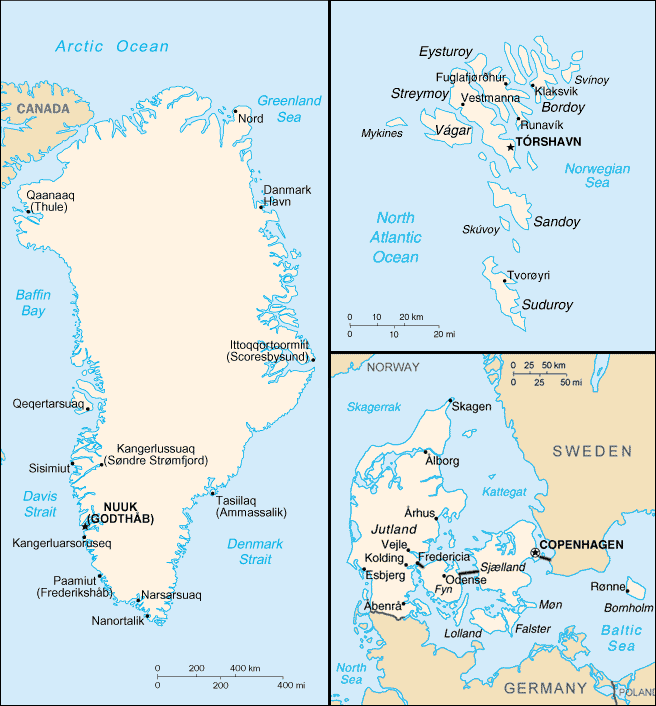
덴마크 왕국 공동체 (왼쪽이 그린란드, 오른쪽 상단이 페로 제도, 오른쪽 하단이 덴마크 본토)

덴마크 왕국 공동체(덴마크어: Rigsfællesskabet)는 덴마크 본토와 페로 제도, 그린란드 사이의 관계를 가리키는 용어이다. 이들 나라 및 지역은 전체적으로 덴마크 왕국을 형성한다.

## 구성국
| 나라 및 지역       | 인구 (명) (2011년 기준) | 비율 (%) | 면적 (km2)   | 비율 (%) | 인구 밀도 (명/km2) |
| 덴마크             | 5,564,219명             | 98.1%    | 43,094km2    | 1.95%    | 128명/km2          |
| 페로 제도          | 49,267명                | 0.9%     | 1,399km2     | 0.06%    | 35명/km2           |
| 그린란드           | 57,695명                | 1.0%     | 2,175,600km2 | 97.99%   | 0.027명/km2        |
| 덴마크 왕국 공동체 | 5,671,181명             | 100.0%   | 2,210,579km2 | 100.0%   | 2.6명/km2          |

## 법적 지위
페로 제도와 그린란드는 각각 1948년과 1979년에 광범위한 자치권을 부여받았다. 그린란드 자치 정부의 권한은 2009년 그린란드 자치법에 따라 확대되었지만 페로 제도는 페로 제도 자치법에 따라 권한을 조금씩 확대해 나가고 있다.
1953년에 개정된 덴마크 왕국 헌법은 구성국의 헌법이기 때문에 덴마크의 3개 지역 전체에 적용되지만 내정과 자치에 관한 조항은 이 헌법에 명시되지 않았다. 페로 제도와 그린란드는 모두 내정 문제의 대부분을 자체적으로 관리하고 있다. 이들 지역이 갖고 있는 문제가 왕국 내의 지역 자체에 관한 문제인 경우에는 덴마크 왕국이 아닌 국제적인 합의가 대신한다. 이러한 형태를 취하고 있기 때문에 덴마크는 유럽 연합 회원국으로 남아 있지만 페로 제도와 그린란드는 유럽 연합 외부에 남을 권한을 갖고 있다.
덴마크와 페로 제도, 덴마크와 그린란드 간의 관계는 연방제 또는 영국 연방 소속 국가 간의 연합과 혼동해서는 안 된다. 덴마크 왕국 공동체는 2개의 자치령을 가진 단일 국가이며 비대칭적인 연방제라고 부를 수 있다. 페로 제도와 그린란드는 덴마크 의회에 각각 2개 의석이 배정되어 있다.

## 외교 관계
과거에는 덴마크가 덴마크 왕국 공동체의 외교 관계에서 모든 지역을 대표했지만 최근에는 외교 정책에서 그린란드, 페로 제도의 역할이 증가하고 있다. 페로 제도, 그린란드는 보다 자율적인 외교 관계를 갖고 있으며 지정학적인 이슈, 상업, 어업과 같이 자신들의 이익과 관련된 외교 문제에서 일정한 영향력을 행사하고 있다. 그러나 이들 지역은 덴마크의 지배를 받고 있기 때문에 국제 사회의 무대에서는 덴마크 대표로 참여하고 있다.
페로 제도, 그린란드는 북유럽 이사회의 일원으로 참여하고 있다. 북유럽 이사회는 유럽 연합(EU)과 마찬가지로 단일 공동체를 형성하고 있지만 어느 지역도 유럽 연합에 가입하지 않았다. 그린란드는 1973년에 덴마크와 함께 유럽 경제 공동체에 가입했지만 1985년에 탈퇴했다.
덴마크는 덴마크 왕국 공동체를 대표하는 단일 국가로서 유엔(UN), 북대서양 조약 기구(NATO), 경제 협력 개발 기구(OECD), 세계 무역 기구(WTO)에서 정식 회원국으로 참여하고 있다. 덴마크는 국제 사회에서 페로 제도 정부, 그린란드 정부와의 관계를 증가시키고 있다.